# Desești
Desesti là một xã thuộc hạt Maramureș, România. Dân số thời điểm năm 2002 là 2625 người.